# Igreja de São João Batista de Bastia

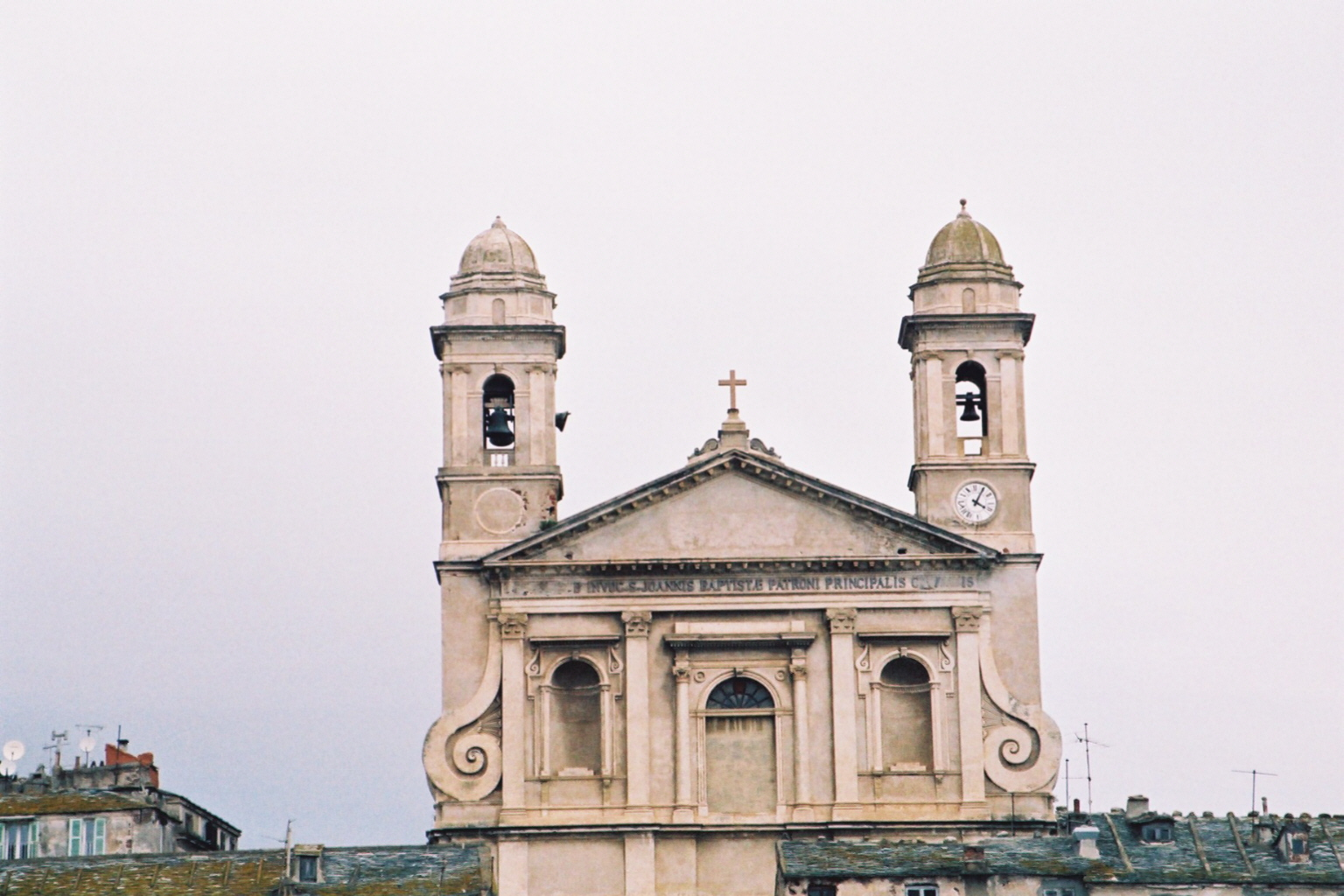
Igreja de São João Baptista de Bastia

Igreja de São João Baptista de Bastia (em corso:  San Ghjuvanni Battista di Bastìa; em inglês:  St. John Baptist of Bastia) é uma igreja em Bastia, Haute-Córsega, Córsega. O edifício foi classificado como Monumento Histórico em 2000.